# Diidroorotato ossidasi
La diidroorotato ossidasi è un enzima appartenente alla classe delle ossidoreduttasi, che catalizza la seguente reazione:
(S)-diidroorotato + O2 ⇄ orotato + H2O2
L'enzima è una flavoproteina (FAD, FMN). Il cianuro ferrico può agire come accettore.